# 基督教会座堂 (渥太华)
基督教会座堂（Christ Church Cathedral）是加拿大圣公会渥太华教区的主教座堂，位于加拿大安大略省渥太华市中心西北部，斯帕克斯街西端的悬崖上，俯瞰渥太华河。

## 历史
该堂始建于1826年。1872年拆除旧堂，在原址建造新堂。在老教堂是1872年3月3日举行的最后一个服务，并立即开始拆除重建。建筑师麦科德阿诺尔迪设计，英国哥特式风格 1872年7月3日新堂奠基。1873年9月29日举行了第一场礼拜。 